# Шкурлат 3-й
Шкурлат 3-й, Шкурлат Третий — посёлок сельского типа в Павловском районе Воронежской области. Входит в состав Русско-Буйловского сельского поселения.
Население — 540 чел. (2010).

## География
Расположен в 18 км к юго-востоку от районного центра г. Павловск.
Вблизи находится крупнейший в Европе гранитный карьер.

### Уличная сеть
- Гагарина
- Гранитная
- Лесная
- Мира
- Молодёжная
- Новая
- Садовая
- Солнечная
- Стаханова

## История
Основан в 1911 году.

### Палеоантропология
Микулинским интерстадиалом (от 126 до 115 тыс. л. н.), соответствующим изотопно-кислородной стадии 5, датируется фрагмент правой лопатки ископаемого человека современного типа с неандерталоидным компонентом, найденный в местонахождении Шкурлат-III, расположенном у края гранитного Павловского карьера, в 1980—1981 годах.

## Население
| 2009 | 2010 |
| ---- | ---- |
| 553  | ↘540 |

## Транспорт
Связан с районным центром ежедневным автобусным сообщением рейсом (3 раза в день) «Павловск-Шкурлат-Павловск».